# Diopsis chinica
Diopsis chinica är en tvåvingeart som beskrevs av Yang och Chen 1998. Diopsis chinica ingår i släktet Diopsis och familjen Diopsidae.
Artens utbredningsområde är Yunnan (Kina). Inga underarter finns listade i Catalogue of Life.